# Мора, Мишель Жозеф Раймон
Мишель Жозеф Раймон Мора (фр. Michel Joseph Raymond Morat; 1772—1839) — французский военный деятель, полковник (1809 год), шевалье (1810 год), участник революционных и наполеоновских войн.

## Биография
Родился в Неаполе в семье Рафаэля Мора (фр. Raphael Morat) и Барб Линдер (фр. Barbe Linder). Около 1780 года его семья переехала в Париж.
21 сентября 1792 года поступил на службу в 7-ю роту 1-го республиканский батальон Парижа в Эперне. 19 февраля 1793 года стал сержантом роты гренадеров. 23 февраля 1794 года лейтенант-квартирмейстер казначей батальона. 8 марта 1795 года батальон в ходе амальгамы влился в состав 154-й полубригады в Бресте. 31 октября 1796 года после ещё одной амальгамы оказался в составе 10-й полубригады лёгкой пехоты в Страсбурге. 21 марта 1797 года переведён в 109-й полубригаду линейной пехоты. С 20 августа 1799 года исполнил функции помощника полковника штаба Делора в Рейнской армии. 29 августа 1800 года произведён в капитаны штаба. С 22 марта 1802 года без служебного назначения.
17 ноября 1803 года зачислен в штаб 3-й пехотной дивизии Леграна в лагере Сент-Омер. 1 ноября 1805 года придан штабу Великой Армии. 1 августа 1806 года вернулся в дивизию Леграна. 4 марта 1807 года произведён в командиры батальона штаба и назначен заместителем начальника штаба дивизии Леграна. 17 марта 1808 года получил дотацию в 500 франков. 21 мая 1809 года ранен в сражении при Асперне. 30 июля 1809 года произведён в полковники штаба и был назначен начальником штаба в дивизии Леграна. 15 августа 1809 года получил дотацию в 2000 франков с Эрфурта. 23 июля 1810 года дивизия была распущена и с 30 августа 1810 года Мора без служебного назначения. 5 декабря 1810 года назначен начальником штаба 3-й пехотной дивизии Гюдена. 12 октября 1812 года получил 1000 франков ренты. 3 ноября 1812 года попал в плен под Вязьмой. 16 декабря 1814 года вернулся во Францию и получил половинную зарплату, живя в Фонтенбло (Сена и Марна). 3 июня 1818 год стал гражданином Франции. В 1822 году вышел на пенсию, и стал директор центральной тюрьмы в Кадийак-сюр-Гароне. Умер 1 июля 1839 года не оставив наследства.

## Воинские звания
- Солдат (21 сентября 1792 года);
- Капрал (1 октября 1792 года);
- Капрал-фурьер (12 января 1793 года);
- Сержант (19 февраля 1793 года);
- Лейтенант (23 февраля 1794 года);
- Капитан штаба (29 августа 1800 года, утверждён 14 января 1801 года);
- Командир батальона штаба (4 марта 1807 года);
- Полковник штаба (30 июля 1809 года).

## Титулы
- Шевалье Мора и Империи (фр. chevalier Morat et de l'Empire; декрет от 15 августа 1809 года, патент подтверждён 30 октября 1810 года в Фонтенбло)[1][2].

## Награды
Легионер ордена Почётного легиона (5 августа 1804 года)
 Кавалер баденского ордена военных заслуг Карла-Фридриха (1 декабря 1809 года)
 Офицер ордена Почётного легиона (20 августа 1812 года)